# Luciana Veschi D'Asnasch
Luciana Veschi D'Asnasch, nata Luciana Veschi (Fiume, 14 marzo 1939 – Milano, 25 novembre 2021), è stata una nuotatrice e regista televisiva italiana.

## Biografia
Figlia del giornalista e dirigente sportivo Renato Veschi e sorella maggiore della nuotatrice Welleda Veschi, dalla fine degli anni '40 si dedicò al nuoto nella specialità del dorso e ottenne il suo migliore risultato nei campionati italiani del 1953 dove giunse al terzo posto nella 4x100 mista.
Abbandonò l'attività agonistica dopo il matrimonio con il velocista Sergio D'Asnasch e si dedicò alla regia televisiva per la Rai, dove firmò tra l'altro Tg l'una, quasi un rotocalco per la domenica, un'edizione de Il processo del lunedì (1994-95) e sedici edizioni de La Domenica Sportiva, dal 1981 al 1996. Diresse inoltre le riprese televisive della cerimonia d'apertura dei mondiali di calcio del 1990.
Nel 1973 fu regista della seconda unità dell'originale televisivo Maman Colibrì, diretto da Anton Giulio Majano, con Giancarlo Zanetti, Olga Villi, Alberto Terrani e Germana Paolieri.
Morì nel novembre del 2021 all'età di 82 anni a Milano.